# Atelopus chiriquiensis
Atelopus chiriquiensis és una espècie d'amfibi pertanyent a la família dels bufònids, de la qual no hi ha cap registre confirmat a Costa Rica des del 1996 i a Panamà des de finals de la dècada de 1990.

## Descripció
És una granota de moderada grandària: els mascles arriben a 28-34 mm de llargària total i les femelles a 36-49. Cap angular, sense crestes ni plec dorsal, més llarg que ample i sense el timpà visible. Canthus rostralis ben definit. Absència de plec carnós a la part superior de la boca i de dents. Parts inferiors de les extremitats arrugades i carnoses. Dits dels peus palmats. Mascles amb una mena de coixinets nupcials marrons als polzes. Alguns adults de tots dos sexes presenten petites espícules prominents al llarg del flanc anterior. És molt variable pel que fa al color: els mascles poden tindre (segons l'exemplar i de manera uniforme) o bé una coloració vermella terrosa, o bé verd llima o bé groga. De vegades, se n'han trobat mascles amb reticulats prims de color negre o vermiculats foscos fins. Les femelles són molt més variables quant al color que els mascles i poques vegades són similars als mascles en aquest aspecte. Moltes femelles presenten una línia ataronjada o vermell taronja i amb un contorn negre, la qual comença al musell i després es divideix en dues ratlles que corren pels costats de l'esquena fins a arribar a l'engonal (aquestes ratlles també poden trencar-se en taques allargades). El ventre d'ambdós sexes és, generalment, de color groc i, normalment, sense un patró característic. Les femelles, de vegades, tenen una àrea reticulada ampla i de color negre i vermell a la zona ventral. Tant els mascles com les femelles presenten els ulls de color ataronjat o verdós i, de vegades, poden fins i tot tindre un ull de cada color. L'iris és de color or. Té glàndules verinoses (productores d'una potent neurotoxina anomenada tetrodotoxina) relativament poc visibles i feblement desenvolupades, les quals es troben escampades al cap i el dors, i serveixen per distingir-la d'altres espècies del mateix gènere (així, per exemple, Atelopus varius no té àrees glandulars diferenciades i Atelopus senex les té molt prominents). Els capgrossos s'assemblen als d'Atelopus varius.

## Reproducció
Els mascles són territorials i empren combats cos a cos i un rauc característic per a mantindre i defendre l'indret triat per dur a terme la reproducció. La posta i el desenvolupament larval té lloc als rierols durant l'estació seca a Panamà (el mes de febrer) o a principis de l'estació humida a Costa Rica (del maig al juliol). L'aparellament té lloc tant durant el dia com durant la nit i hi participen, si fa no fa, 1 femella per cada 7 mascles.

## Hàbitat i distribució geogràfica
És una espècie diürna i terrestre que es troba al llarg dels rierols que travessen les selves pluvials de l'estatge montà inferior de la serralada de Talamanca de Costa Rica (entre 1.800 i 2.500 m d'altitud) i la seua continuació (com a serralada de Chiriquí) a l'oest de Panamà (entre 1.400 i 2.100 m d'altitud). Hi ha una certa variació en la selecció de l'hàbitat entre tots dos sexes: els mascles prefereixen les zones properes als rierols, mentre que les femelles s'estimen més els boscos ombrejats.

## Principals amenaces
Tot i que era localment abundant en el passat, a Costa Rica ha desaparegut de tota la seua àrea de distribució i no se n'ha vist cap exemplar des del 1996. La probable extinció d'aquesta espècie a Costa Rica ha estat lligada a la quitridiomicosi, la introducció d'espècies exòtiques (com ara, la truita de riu), la contaminació ambiental, la pèrdua del seu hàbitat i el canvi climàtic.